# Aulacus amazonicus
Aulacus amazonicus är en stekelart som först beskrevs av Per Abraham Roman 1917.  Aulacus amazonicus ingår i släktet Aulacus och familjen vedlarvsteklar. Inga underarter finns listade.